# Nesli
Nesli, pseudonimo di Francesco Tarducci (Senigallia, 29 dicembre 1980), è un cantautore, rapper e produttore discografico italiano.

## Biografia

### Primi anni
Nasce a Senigallia il 29 dicembre 1980, ultimogenito di tre: ha un fratello, Fabrizio (il rapper Fabri Fibra), e una sorella, Federica. Nel 1996, all'età di 16 anni, maneggiando una pistola, spara per sbaglio a un amico. Il cantautore e il fratello rapper hanno interrotto ogni contatto nel settembre del 2008, non dichiarando mai il motivo del loro distacco, ma più volte Nesli ha fatto intendere che dietro questa lite ci sia di mezzo il lavoro e il modo di vedere le cose completamente diverso.

### Inizio carriera (1999-2001)
Appassionato di hip hop, inizia nel 1999 quando con suo fratello Fabri Fibra, già avviato nel mondo della musica, realizza il demo Fitte da latte, che riscuote un buon successo nella scena locale, spronando il rapper a continuare nella sua carriera. Con lo pseudonimo di Nesly Rice, egli si presenta con uno stile simile a quello del fratello, fatto di intrecci lirici e metrici, ma con un flow decisamente più scandito e riflessivo. Nesli produce Fitte da latte presentando analogie con il lavoro degli allora Uomini di Mare, anche perché le basi sono state affidate a Lato, anch'egli membro degli Uomini di Mare.
Dopo la realizzazione di Fitte da latte, Nesli si prende una pausa dal lavoro in proprio, durante la quale invece infittisce le collaborazioni con numerosi artisti del panorama hip hop italiano: oltre gli stessi Uomini di Mare, Kaso & Maxi B, Marya, Mente ed altri. Ma la più soddisfacente collaborazione del periodo è con i Sottotono, con cui mostrerà il proprio stile pulito in Da me, presente nell'album del duo ...In teoria, mostrando così il suo talento a livello nazionale.
Nel 2000 partecipa a Dinamite Mixtape del collettivo Teste Mobili e l'anno seguente all'album Cactus dei Piante Grasse (gruppo nato dalla fusione tra i collettivi Teste Mobili e Men in Skratch). Nello stesso anno collabora con i Basley Click al brano Dico a voi, contenuto in The Album.

### EgoeHome(2003-2004)
Dopo anni di collaborazione con diversi artisti, nel 2003 Nesli pubblica l'album di debutto Ego, le cui tracce sono state prodotte da DJ Myke. Il disco si dimostra particolarmente innovativo, soprattutto per l'insolita decisione di non utilizzare campionamenti sonori ma musiche realizzate dal vivo da musicisti in carne ed ossa; collaborano infatti al progetto un pianista, un bassista ed un chitarrista. Gli stessi temi trattati nelle liriche presentano una dimensione di introspettività, riallacciandosi al tema dell'album, ovvero lo scandagliare i tanti tasselli del proprio "ego". L'album ha ricevuto sia critiche positive che negative: una fetta di audience mostra di apprezzare sensibilmente un prodotto così insolito ed innovativo rispetto a vasta parte della produzione rap, altri rimangono saldamente "tradizionalisti" storcendo il naso di fronte alla novità.
Nel 2004 Nesli pubblica il secondo album in studio Home, il quale segna l'esordio del rapper in qualità di produttore musicale. In questo album, per Nesli arrivano le prime collaborazioni, ovvero quelle con Maxi B e del fratello Fabri Fibra.

### Le verità nascoste(2006-2008)
Nel 2006 produce gran parte dei brani contenuti nel terzo album di Fabri Fibra, intitolato Tradimento; il 30 marzo 2007 viene pubblicato dalla Universal il terzo album solista di Nesli, Le verità nascoste, anticipato dai singoli Riot e Nesli Park. Il disco è stato premiato nello stesso anno da La Repubblica XL come il miglior album hip hop dell'anno, in occasione dell'Hip Hop Mei. Sempre nel 2007 collabora nuovamente con Fabri Fibra nell'album Bugiardo con la canzone Le ragazze.
Nello stesso anno nascono i FOBC, una crew formata da Nesli e Vacca, un progetto mai realmente decollato e che ha realizzato i brani Non mi butto giù, Il verdetto, Spara e Tu che ne sai. Nel 2008 collabora con Mondo Marcio al brano Tagliarmi le vene, presente nel mixtape In cosa credi.

### Nesliving Vol. 1eFragile - Nesliving Vol. 2(2009)
Il 20 maggio 2009 Nesli ha pubblicato in via gratuita, tramite il suo Myspace ufficiale, il mixtape Nesliving Vol. 1. Nello stesso anno collabora con i Two Fingerz al brano Finto, presente in Il disco finto, mentre verso la fine dell'anno collabora con Daniele Vit al brano Per sempre, prodotto da Big Fish.
Il 13 novembre 2009 è stato pubblicato il quarto album in studio Fragile - Nesliving Vol. 2, uscito sotto la Doner Music. Dall'album non è stato estratto alcun singolo, ma sono stati realizzati i video per i brani Fragile, Una vita non basta, Non tornerò, e La fine. Quest'ultimo brano ha ottenuto un buon successo, tanto che i critici musicali l'hanno definito come il miglior brano dell'artista. Inoltre, La fine è stata reinterpretata da Tiziano Ferro per il suo album L'amore è una cosa semplice (2011). All'uscita dell'album ha fatto seguito un intenso tour in giro per l'Italia, che ha portato Nesli il 21 aprile 2010 ad aprire il concerto di Mika al Mediolanum Forum di Milano.

### L'amore è qui(2010-2011)
Il 28 settembre 2010 viene pubblicato il quinto album L'amore è qui, anticipato dai singoli Notte vera e dal singolo omonimo, rispettivamente pubblicati il 4 giugno e il 30 agosto 2010. Composto da 11 brani, l'album ha debuttato alla 13ª posizione della classifica italiana degli album. Il 21 gennaio 2011 è stato pubblicato per la sola rotazione radiofonica il terzo singolo Capricorno, anticipato il 23 dicembre 2010 dal relativo video musicale.
Nel 2011 collabora insieme a Mondo Marcio e a Danti al brano Easy, presente nell'album di Mondo Marcio Musica da serial killer. Nello stesso anno firma un contratto con l'etichetta discografica Carosello.

### Nesliving Vol. 3 - Voglio(2012-2013)
Il 4 settembre 2012 viene pubblicato il sesto album in studio Nesliving Vol. 3 - Voglio, in cui Nesli abbandona l'hip hop in favore del pop. Preceduto dai singoli Perdo via, Partirò e Ti sposerò, l'album ha debuttato al primo posto della classifica italiana degli album, segnando quindi il miglior risultato raggiunto da Nesli in una classifica. L'11 dicembre 2012 viene pubblicato l'EP Come a Natale - Chitarra e voce 1, contenente cinque brani estratti da Nesliving Vol. 3 - Voglio e riproposti in chiave acustica.
Nei primi mesi del 2013, Nesli scrive per Emma il brano Dimentico tutto, contenuto nell'album della cantante Schiena. Il brano è stato estratto come secondo singolo del disco per poi venire certificato disco d'oro nel mese di settembre. Il 23 aprile 2013 viene pubblicata una riedizione di Nesliving Vol. 3 - Voglio, denominata Voglio di + – Nesliving Vol. 3 e contenente tre bonus track, tra cui i due inediti Un bacio a te e È una vita, resi disponibili per il passaggio radiofonico rispettivamente il 19 aprile e il 20 settembre.
Il 1º giugno è partito a San Benedetto del Tronto Voglio - Il Tour, tour di supporto a Nesliving Vol. 3 - Voglio che ha portato il cantautore nelle principali piazze italiane. Il tour si è concluso il 24 agosto al Teatro monumento Gabriele D'Annunzio di Pescara.
L'11 luglio Nesli ha partecipato al Summer Festival 2013, presentando il singolo Un bacio a te, mentre otto giorni più tardi ha ricevuto il Premio Lunezia Pop per la qualità musical-letteraria in merito all'album Voglio di + – Nesliving Vol. 3. Il 24 settembre Nesli partecipa all'Hip Hop Tv B-Day Party, 5º compleanno di Hip Hop TV, cantando il brano Un bacio a te. Il 28 settembre viene premiato al MEI di Faenza come artista più presente in cima alla classifica Indie Music Like 2013 con il brano Davanti agli occhi.
Sempre nel 2013 collabora, ancora una volta, con la musica elettronica prestando la voce nel brano Dum, dum, dum del disc jockey italiano Stylophonic; verso la fine dell'anno, Voglio di + – Nesliving Vol. 3 viene certificato disco d'oro dalla FIMI per aver venduto oltre 30 000 copie.

### Andrà tutto bene(2014-2015)
Il 14 luglio 2014 la Universal Music Group ha rivelato di aver firmato un contratto artistico con Nesli, con il quale nel 2015 ha pubblicato l'ottavo album in studio Andrà tutto bene, interamente prodotto da Brando.
Il 21 novembre 2014 è stata pubblicata un'anteprima del video del singolo apripista dell'album, anch'esso intitolato Andrà tutto bene e pubblicato il 28 novembre. Il 14 dicembre è stata annunciata la sua partecipazione alla 65ª edizione del Festival di Sanremo con il brano Buona fortuna amore, estratto come secondo singolo il 10 febbraio 2015. Ad esso ha fatto seguito Allora ridi, estratto come terzo singolo il 3 aprile.
Successivamente, il cantautore partecipa all'annuale edizione del Concerto del Primo Maggio di Roma per poi intraprendere lAndrà tutto bene Tour 2015, iniziato il 6 maggio. Il 28 maggio Nesli ha partecipato a RadioItaliaLive - Il concerto di Duomo di Milano, per poi partecipare alla Summer Festival 2015 con il quarto singolo estratto dall'album, Quello che non si vede, ottenendo una nomination per il Premio RTL 102.5 - Canzone dell'estate.
Nel luglio 2015 Nesli ha annunciato l'uscita di Andrà tutto bene - Live Edition per il 4 settembre dello stesso anno. La pubblicazione è una riedizione comprensiva di un DVD bonus che ripercorre le tappe dell'Andrà tutto bene Tour 2015.

### Kill Karmae Festival di Sanremo (2016-2017)
Il 27 maggio 2016 è uscito il singolo Equivale all'immenso accompagnato dal relativo video, girato tra le montagne della Valle d'Aosta. Tale singolo ha anticipato il nono album in studio del cantante, intitolato Kill Karma e pubblicato il 1º luglio dello stesso anno. Ad esso ha fatto seguito Perfettamente sbagliato, estratto come secondo singolo il 7 ottobre 2016.
Nel febbraio 2017 ha partecipato per la seconda volta in carriera al sessantasettesimo Festival di Sanremo, presentando il brano Do retta a te in coppia con Alice Paba, venendo tuttavia eliminato al termine della terza serata. Il brano è stato in seguito inserito nell'EP Kill Karma - Neslintrovabili, uscito nello stesso periodo.
Nel corso dell'anno ha partecipato alla prima edizione di Celebrity MasterChef Italia, arrivando in finale.

### Vengo in pace(2017-2019)
L'8 dicembre 2017 è uscito il singolo inedito Maldito, presentato in anteprima in due concerti a Roma e Milano a fine novembre, a cui hanno fatto seguito i singoli Immagini (23 marzo 2018), Viva la vita (8 giugno 2018) e Vengo in pace (22 gennaio 2019).
Tutti i singoli hanno anticipato l'uscita del decimo album in studio, intitolato Vengo in pace e uscito il 22 marzo 2019.

### Nesliving Vol IV - Il seme cattivo(2023-presente)
Il 10 marzo 2023 ha pubblicato l'undicesimo album Nesliving Vol IV - Il seme cattivo, descritto dall'artista come il suo ultimo progetto discografico, esprimendo la volontà di terminare la carriera da cantante per proseguire quella di autore.
Il 3 maggio 2024 pubblica il singolo Non è una bugia, seguito il 12 luglio da Portami al mare e nel gennaio 2025 da Oceani e tsunami.

## Discografia

### Da solista
- 2003 – Ego
- 2004 – Home
- 2007 – Le verità nascoste
- 2009 – Nesliving Vol. 1
- 2009 – Fragile - Nesliving Vol. 2
- 2010 – L'amore è qui
- 2012 – Nesliving Vol. 3 - Voglio
- 2015 – Andrà tutto bene
- 2016 – Kill Karma
- 2019 – Vengo in pace
- 2023 – Nesliving Vol IV - Il seme cattivo

### Con i Piante Grasse
- 2001 – Cactus